# 小林晋 (競艇選手)
小林 晋（こばやし しん、1977年11月3日 - 2022年1月12日）は、日本の競艇選手。

## 経歴
東京都出身。1999年11月10日、平和島競艇場でデビュー。2000年3月、常滑競艇場一般戦で初勝利。2003年12月、宮島競艇場で2着となり初優出。
2022年1月12日、BOATBoyCUP静波まつり杯最終日のボートレース多摩川第6レースに6号艇で出走、2周向こう正面、3番手争いのバックストレッチ航走中に他艇と接触により転覆、後続艇と接触して東京都府中市の東京都立多摩総合医療センターに搬送されたが、午後3時52分に死亡が確認された。44歳だった。
通算3325戦343勝、優出12回。